# Середній бізнес
Середній бізнес — бізнес-термін, яким позначають дещо середнє і взаємопроникне між малим і великим бізнесом. Але попри це середній бізнес дуже часто згадується засобами масової інформації у парній конфігурації разом саме з малим бізнесом, що підкреслює їх більшу схожість за певними характеристиками.

## В Польщі
В Польщі термін «мікропідприємець» застосовується до підприємця, котрий спільно виконав такі умови: зайнято в середньому менше 10 працівників на рік і досяг річного чистого обороту від продажу товарів, продуктів і послуг і від фінансових операцій, що не перевищує еквівалент 2 мільйонів євро в злотих, або загальні активи його балансу, підготовленого на кінець одного з цих років, не перевищують еквівалент 2 млн євро в злотих.
«Малий підприємець» — підприємець, який принаймні в одному з останніх двох фінансових років спільно виконав такі умови:
зайнято в середньому менше 50 працівників на рік, і досяг річного чистого обороту від продажу товарів, продуктів і послуг і від фінансових операцій, що не перевищує еквівалент 10 мільйонів євро в злотих, або сума активів його балансу, підготовленого на кінець одного з цих років, не перевищує еквівалент 10 мільйонів євро в злотих, і хто не є мікропідприємцем;
«Середній підприємець» — підприємець, який принаймні в одному з останніх двох фінансових років спільно виконав такі умови: зайнято в середньому менше 250 працівників на рік і досяг річного чистого обороту від продажу товарів, продуктів і послуг і фінансових операцій, що не перевищує 50 мільйонів євро в еквіваленті злотих, або сума активів його балансу, складеного на кінець одного з цих років, не перевищує еквівалент 43 млн євро в злотих і який не є мікро- або малим підприємцем.

## Середній бізнес в Україні
Статистичне визначення середнього бізнесу (як підприємств із чисельністю зайнятих від 51 до 250 осіб), що з'явилося у 2008 році, у цілому, відповідає аналогічним визначенням в інших країнах.
В Україні статистики щодо середніх підприємств не існує, оскільки досі їх не виокремлено як окрему категорію. В українській статистичній практиці малі підприємства визначають як окрему категорію, а середні підприємства тільки за деякими основними показниками (чисельність зайнятих працівників, фонд оплати праці тощо) є об'єктами статистичного обліку. Тому порівняти показники розвитку українських суб'єктів малого і середнього бізнесу та аналогічних суб'єктів підприємницької діяльності в інших країнах неможливо через неповне охоплення статистичним спостереженням діяльності середніх підприємств, а також тому, що некоректність статистичних даних спричинена ще й викривленням підприємствами первинних даних звітності та вибірковим охопленням.
З 2000 року законом України "Про державну підтримку малого підприємництва" від 19.10.2000 р. №2063–III (із змінами, внесеними згідно із Законом №523-VI (523-17) від 18.09.2008 р.) було завдано впливу на структуру економіки таким чином, що малий бізнес став чисельнішим за рахунок вливання в нього середнього та частини великого. Таким чином, попри декларативну назву кроку держава штучно збільшила кількість малих бізнесів за рахунок середніх і великих, замість того, щоб створити сприятливе середовище для розвитку бізнесу, подолати проблеми на шляху становлення малих підприємств.
В Україні існує політична партія малого та середнього бізнесу.

## Малий і середній бізнес
Термін, який часто використовується в бізнес-політиці ЄС або міжнародними організаціями, такими як Світовий банк, ОЕСР, ООН та Світова організація торгівлі (СОТ), для позначення малих і середніх підприємств у будь-якій національній економіці — це «малі та середні підприємства» (МСП).